# Trajinera

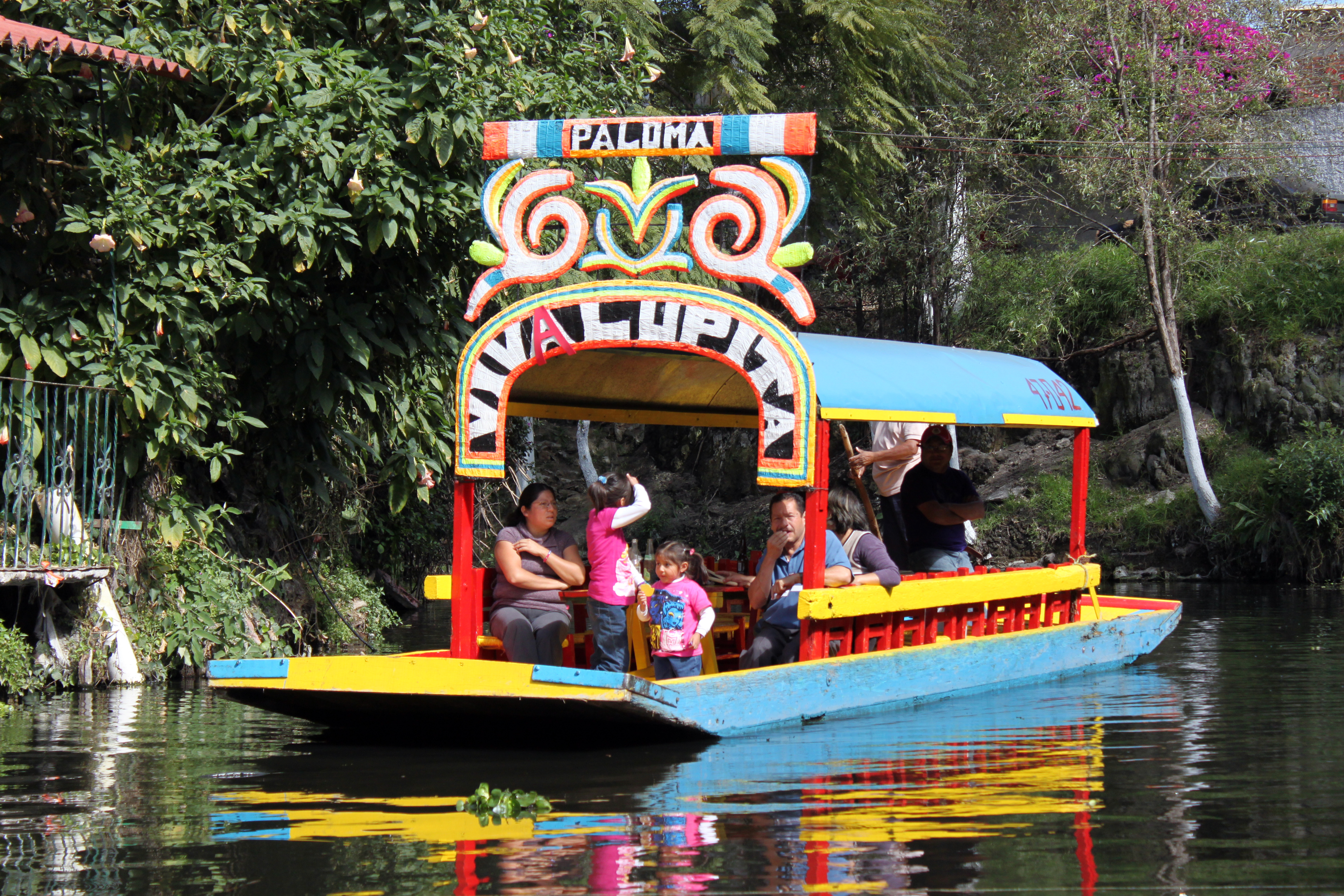
Exemple de trajinera typique de Xochimilco.

Une trajinera (mot espagnol dérivé du verbe trajinar, qui signifie « transporter des marchandises ») est un type d'embarcation à fond plat, caractéristique des canaux de Xochimilco, au Mexique.

## Description
Semblables à des barques ou des bacs, les trajineras sont généralement décorées de peintures aux couleurs très vives, et sont principalement utilisées pour la promenade touristique, leur capacité étant le plus souvent comprise entre 10 et 25 passagers. On appelle également ainsi les embarcations de taille plus réduite (pirogues, traditionnellement d'un seul tronc) qui s'approchent des trajineras touristiques pour vendre différents produits (fleurs, nourriture, souvenirs) ou services (musique traditionnelle mexicaine interprétée par des musiciens en costume de mariachi). Ceux qui vivent de ces services sont appelés chamberos ou caoneros.

Exemples de services commerciaux proposés à bord des trajineras
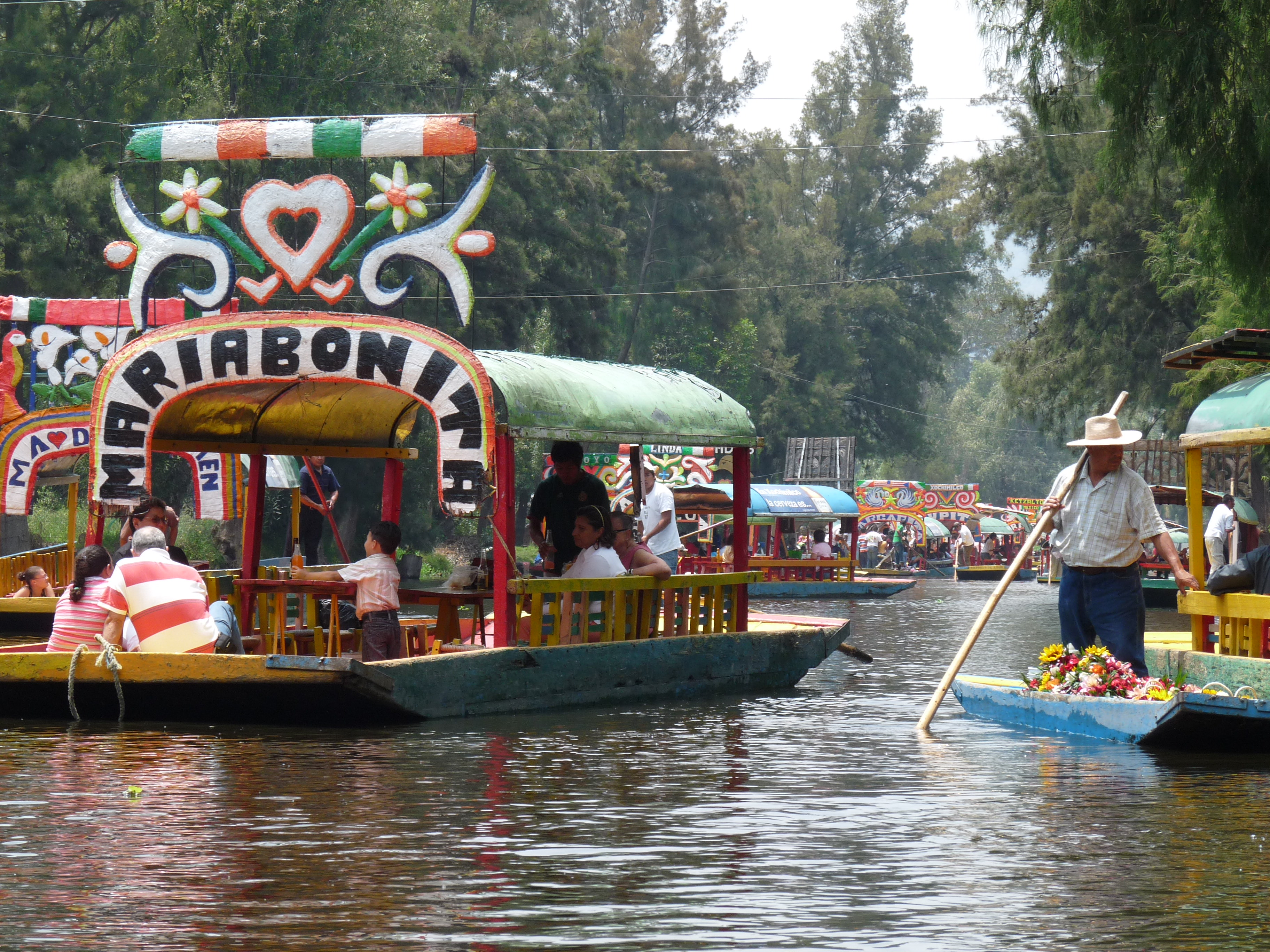
Vente de fleurs.
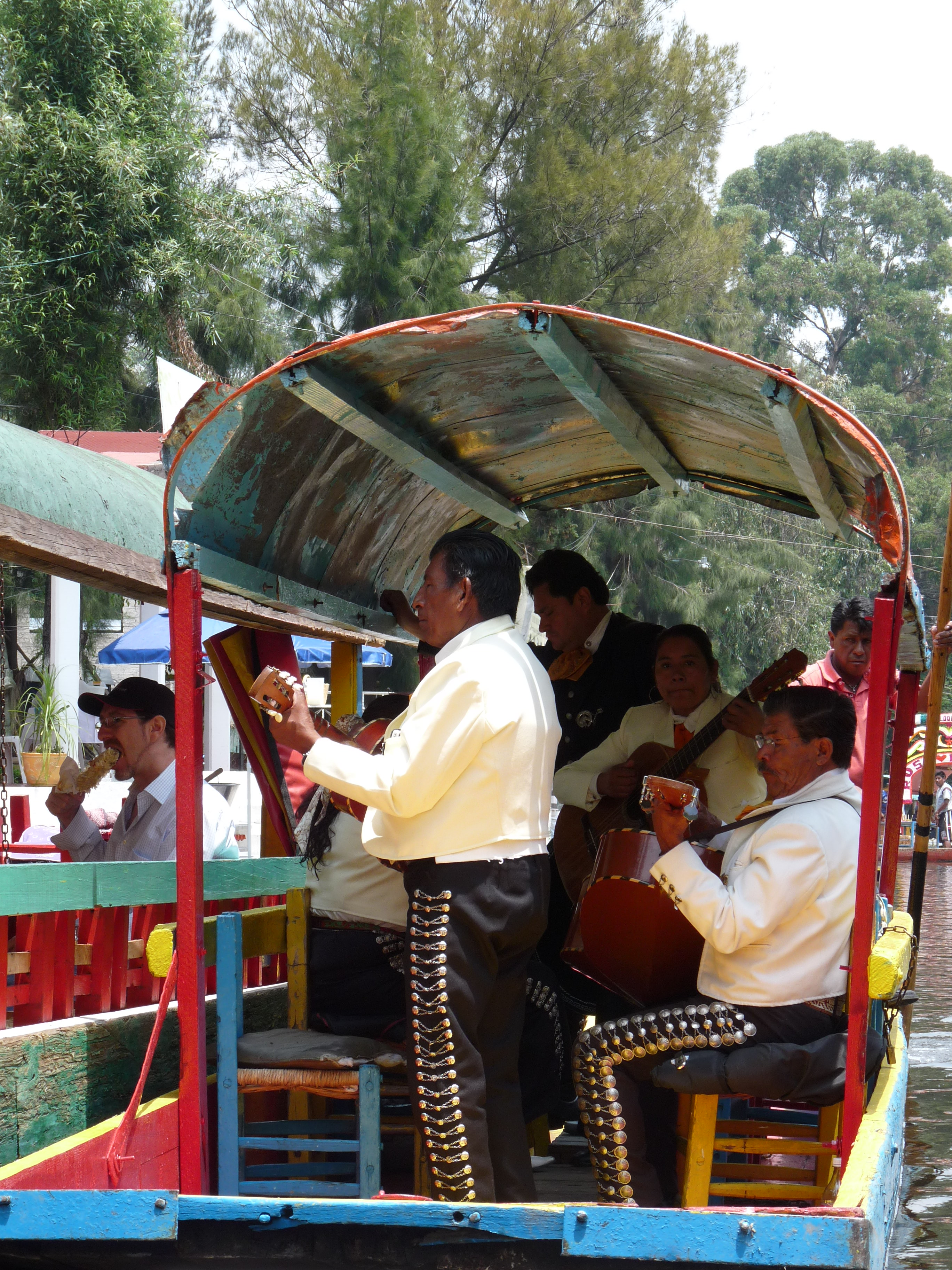
Groupe de mariachis.
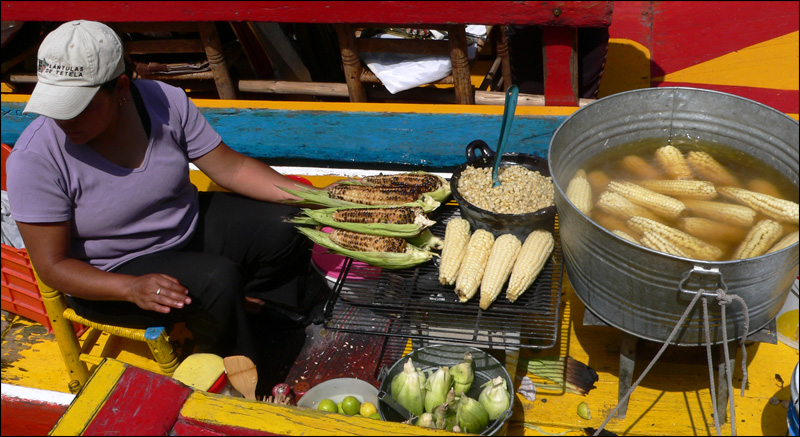
Vente de nourriture.